# USS Agamenticus
USS Agamenticus був одним із чотирьох моніторів типу «Міантономо», створених для ВМС США під час Громадянської війни.  

## Історія служби
Включений до складу флоту у травні 1865 року у останні дні війни. Його першим завданням  мало стати перехоплення побудованого у Франції броненосця Конфедерації «Стоунвол», але той здався колоніальній владі Куби.
Тож новенький броненосець так і не взяв участі у боях і був списаний у вересні того ж року та відправлений у резерв у рамках повоєнних скорочень. Корабель був знову включений до складу флоту у 1870 році, попереднього року, отримавши назву «Терор», і був направлений до Північноатлантичного флоту, де він служив у Карибському морі. 
У 1872 році монітор був знову виведений з експлуатації, а через два роки був проданий на металобрухт. Міністерство військово-морських сил намагалося обійти відмову Конгресу оплатити замовлення нових кораблів, стверджуючи, стверджуючи, що будівництво нового однойменного монітора було ремонтом існуючого корабля часів Громадянської війни, аби фінансувати його за асигнування, які виділялися на ремонтні роботи.